# Frei Luís de Sousa (filme)
Frei Luís de Sousa é um filme português de 1950, realizado por António Lopes Ribeiro, adaptado da obra homónima Frei Luís de Sousa, de Almeida Garrett.

## Sinopse
Após sete anos de buscas pelo marido, D. João de Portugal, que partiu com D. Sebastião para a Batalha de Alcácer Quibir, D. Madalena de Vilhena (Maria Sampaio) casa-se com o cavaleiro D. Manuel de Sousa Coutinho, e tem uma filha, D. Maria de Noronha (Maria Dulce), que sofre de tuberculose. Só o aio Telmo Pais (João Villaret) conserva a esperança de D. João de Portugal estar vivo (presságio que se confirmará vinte anos mais tarde na figura de um romeiro). 

## Ficha técnica
- Título: Frei Luís de Sousa
- Realização: António Lopes Ribeiro
- Caracterizações: José Maria Sanchez
- Fotografia: Aquilino Mendes
- Música: Luís de Freitas Branco
- Som: Henrique Dominguez
- Cenários: Frederico George
- Guarda-roupa: Alberto Anahory
- Mobílias e adereços: Almeida e Sousa
- Produtora: Lisboa Filme
- Distribuição: Tobis Portuguesa
- País de origem: Portugal
- Formato: Preto e Branco
- Género: Drama
- Duração: 113 minutos
- Estreia: 21 de setembro de 1950 no Cinema São Jorge, em Lisboa

## Elenco
- Raul de Carvalho ... Manuel da Sousa Coutinho/Frei Luís de Sousa
- Maria Sampaio ... Madalena de Vilhena
- Maria Dulce ... D. Maria de Noronha
- João Villaret ... Telmo Pais
- Tomás de Macedo ... Frei Jorge da Sousa Coutinho
- Barreto Poeira ... O Romeiro/D. João de Portugal
- José Amaro ... Miranda, o Aio
- Maria Olguim ... Doroteia, a Aia

## Curiosidades
- Este foi o segundo filme que a RTP transmitiu no início das suas emissões, com estreia realisada na quarta-feira, dia 20 de Março de 1957, às 21 e 33, três minutos a seguir à abertura da emissão. O filme foi transmitido até às 23 e 25, com um intervalo às 22 e 30, para a transmissão do noticiário, que tinha 25 minutos de duração, sendo retomado o filme às 22 e 55. A seguir ao filme, transmitiu-se as últimas notícias, e o fim da emissão às 23 e 30.[1]
- O filme foi um tremendo sucesso, e muitos actores de teatro, até os mais consagrados, que já representaram a peça original, consideraram esta a melhor interpretação de sempre da peça, mesmo feita para cinema.

## Prémios
- Medalha de melhor interpretação de filmes do ano, para Maria Sampaio, recebida em 1952 na embaixada de Portugal no Rio de Janeiro[2].